# HD 2907
HD2907 є хімічно пекулярною зорею
спектрального класу
A2 й має видиму зоряну величину в
смузі V приблизно  8.0.
.